# Opius heroicus
Opius heroicus är en stekelart som beskrevs av Fischer 1970. Opius heroicus ingår i släktet Opius och familjen bracksteklar. Inga underarter finns listade i Catalogue of Life.